# Erlenbach (Kahl)
Der Erlenbach ist ein linker Zufluss der Kahl im Landkreis Aschaffenburg im bayerischen Spessart.

## Geographie

### Verlauf
Der Erlenbach entspringt westlich von Eichenberg. Er verläuft in nordwestliche Richtung. Vor Erlenbach fließt ihm der Salzersgraben zu. Der Erlenbach unterquert die Staatsstraße 2305 und mündet nördlich des gleichnamigen Ortes, gegenüber der Flederichsmühle, in die Kahl.

### Zuflüsse
- Salzersgraben (links)

### Flusssystem Kahl
- Liste der Fließgewässer im Flusssystem Kahl

## Einzelnachweise

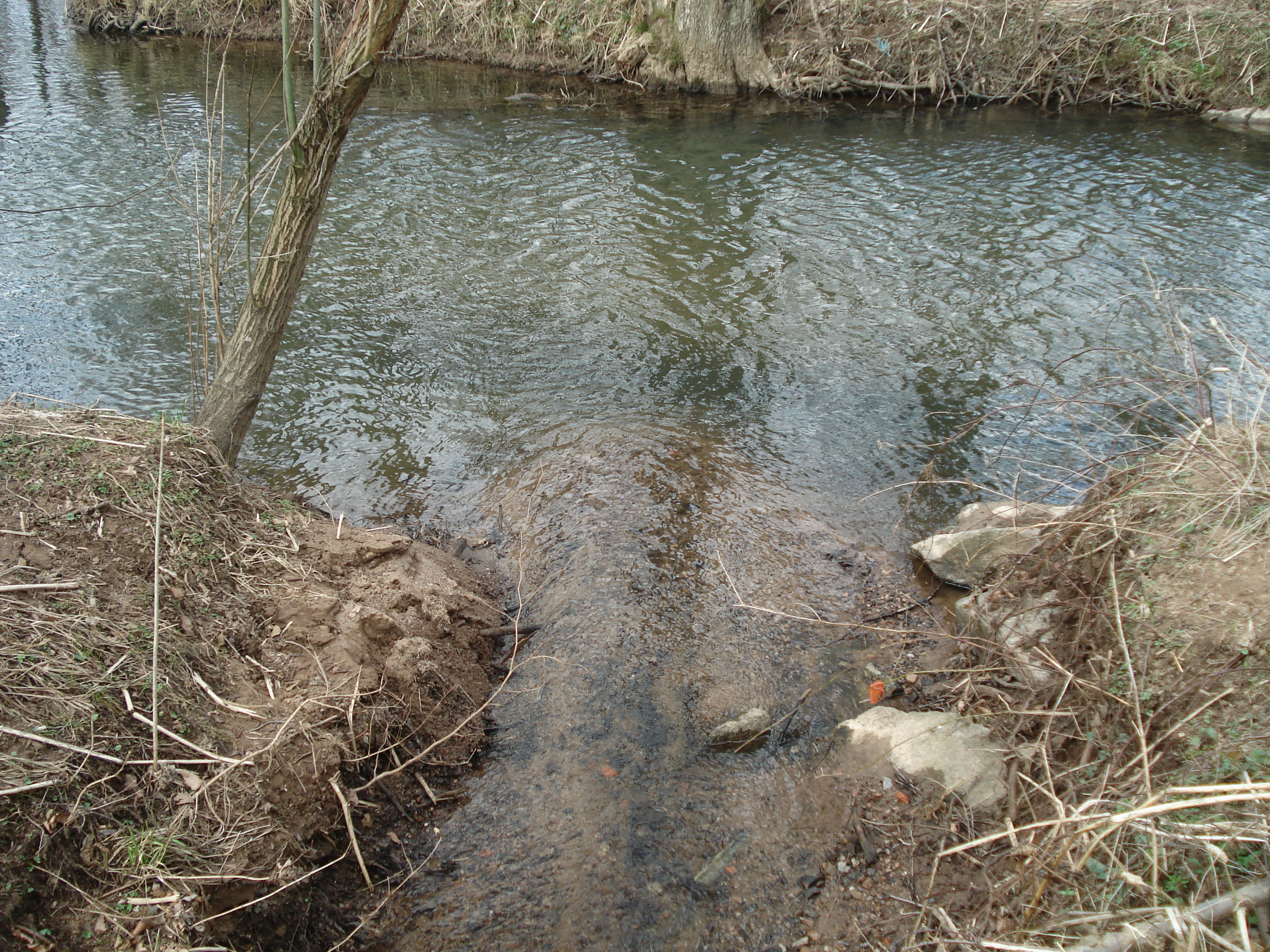
Der Erlenbach mündet in die Kahl